# 清華大學新雅書院
清華大學新雅書院，簡稱新雅書院，是清華大學第一所独立建制的本科住宿制文理学院。創立於2014年9月27日，是清华大学为探索本科通识教育而特设的“住宿制文理学院”（Residential Liberal Arts College）。

## 歷史沿革
新雅书院成立于2014年9月27日，成為清華大學的“通识教育实验区”，甘阳教授任总监，曹莉教授任项目主任。2014、2015年，新雅书院在清華校內招收192名学生，分别来自建筑学院、生命学院、法学院、航天航空学院（钱学森力学班）、电子系和汽车系。两届学生在新雅书院接受通识教育，在所屬院系接受专业教育。
2016年5月18日，清華大學校务会议讨论通过，成立实体新雅书院，制定招生计划以及本科生培养方案。2016年起，新雅书院開始面向高中招生，文理兼收，入学时不分专业，大一結束之後，可以選擇清华大学除临床医学以外的任何专业。
2022年4月，清华大学党委宣布聘用梅赐琪为书院院长，阮东、张伟特为副院长。